# Oaphantes
Oaphantes là một chi nhện trong họ Linyphiidae.